# 가무사리 숲의 느긋한 나날
《가무사리 숲의 느긋한 나날》(일본어: 神去なあなあ日常)는 미우라 시온에 의한 일본의 청춘 소설이다. 〈혼토모〉에서는 2007년 7월호부터 2008년 7월호까지 연재되어 가필 수정 후, 2009년 도쿠마 문고에서 간행되었다. 책방 대상에서 4위. 2012년에 속편 "가무사리 숲의 느긋한 야화"(일본어: 神去なあなあ夜話)가 간행되어 발행 부수는 시리즈 누계 35만부를 넘었다. 2010년에 NHK-FM 방송 《청춘 어드벤처》에서 라디오 드라마화되었고, 2014년에 《WOOD JOB! 가무사리 숲의 느긋한 나날》라는 제목으로 소메타니 쇼타 주연으로 영화화되었다. 또한 2014년 9월 12일부터 14일까지 미국 로스앤젤레스에서 개최된 LA EigaFest 2013에서는 초대 작품으로 상영되었다.

## 개요
고등학교 졸업 후의 진로를 결정하지 않은 히리노 유키는 졸업식이 끝난 후 학급에서 제멋대로 일자리가 정해져, 담임선생님과 어머니의 계략의 형태로 집에서 쫓겨나 무슨 일을 하는 것인지도 모른 채, 미에현의 가무사리 숲으로 오게 되는데 기차를 갈아 타고 도착한 곳은, 끝없이 산이 이어진 휴대 전화의 전파도 닿지 않는 시골 마을이다.
히리노가 취직하게 된 곳은, 나카무라 임업 회사이다. 산에 관련 된 일에 관해서는 천재적인 재능을 가진 이이다 요키의 집에서 식객을 하면서 베테랑 직원을 따라 현장에 나온 히리노를 기다리고 있던 것은 광대한 산을 손질하는 일이다. 거친 산 일에 여러 번 도망을 가려고 시도도 해보지만 어이없이 실패하고, 한낮에 진드기 와의 싸움이나, 꽃가루 알레르기가 발병하는 등, 괴로운 나날을 보내게 되지만 그들을 능가하는 웅대한 자연의 모습에 히리노는 점차 매료되어 간다.
또한 히리노는 가무사리 초등학교의 미인 교사·'이시이 나오키에 헛 된 연정을 품고 옥쇄라고 하더라도 포기하지 않고 계속 생각한다. 그리고 가무사리 마을에서 48년만에 한 번 행해지는 행사 오오야마즈미에 히리노도 참여하게 된다.

## 등장 인물
- 히리노 유키 (平野 勇気)

가나가와현 출신. 고등학교 졸업 후의 진로를 특별히 결정하지 않았지만, 졸업식 종료 후 학급에서 취직을 선고 받고 업무 내용을 모른 채 계략의 형태로 집을 쫓겨나 가무사리에 온다.
- 이이다 요키 (飯田 与喜)

히리노의 식객 대상으로 주로, 나카무라 반 에이스. 극중에서는 요키. 요키는 "도끼"의 뜻이다. 산에서 하는 일에 관해서는 천재적인 재능을 가지고 있다. 애처가이지만, 도심에 나왔을 때는 외도를 할 수 있다.
- 이이다 미키 (飯田 みき)

요키의 아내. 가녀리고 몸집이 작은 체격이지만 이국적인 얼굴 생김새의 미인이다. 친가는 가무사리에서 유일한 상점의 "나카무라 상점"으로 마을에서 백화점이라고 불린다. 세이치로는 먼 친척에 해당한다. 어릴 적부터 요키를 좋아했다.
- 이이다 시게루 (飯田 繁)

요키의 할머니이자 대모이다. 일주일에 두 번 거리로 무료 봉사에 가는 것외에는 집안에 있다.
- 노코

이이다 가의 애완견. 수컷.
- 나카무라 세이치 (中村 清一)

나카무라 임업 주식회사 사장. 30대. 야마타라는 아들이 있다. 1200 헥타르 (12,000,000m)의 광대 한 산림을 소유하고 있는 일본 유수의 큰 산 소유자로, 마을의 임업 종사자를 관리하는 "우두머리"이다.
- 나카무라 유코 (中村 祐子)

세이치의 아내. 도시에도 좀처럼 없는 미인. 도쿄에서 태어나 가무사리에 조부모의 집은 여름 방학 등으로 놀러오고 있었지만, 세이치와는 대학 서클에서 처음 만나 결혼했다.
- 다나베 이와오 (田辺 巌)

50세. 가무사리 지역 주민.  나카무라 반의 일원.
- 코야마 사부로 (小山 三郎)

74세. 가무사리 지역 주민. 나카무라 반의 일원. 이이다 집의 건너편에 살고 있다.
- 야마네 토시로 (山根利郎)

가무사리 노인.
- 이시이 나오키 (石井直紀)

나카무라 유코의 여동생. 가무사리 초등학교 교사. 자전거를 씩씩하게 타는 미녀이다.
- 쿠마가이 (熊谷)

히리노의 고등학교 3학년 때 클래스 메이트. 진로가 정해져 있지 않은 히라노의 이름으로 국가가 보조금을 내는 "녹색 일자리 제도"에 마음대로 응모해, 그의 직장을 결정해 버린다.

## 라디오 드라마
2010년 9월 20일부터 9월 24일 및 9월 27일부터 10월 1일까지 NHK-FM 방송 《청춘 어드벤처》에서 총 10회가 방송되었다.

### 스태프
- 각색 - 타나세 미유키
- 연출 - 사사키 마사유키
- 선곡 - 쿠로다 켄이치
- 기술 - 오오야 켄지, 야마다 아키타카
- 음향 효과 - 이와사키 스스무, 후루카와 치즈루

### 출연
- 히리노 유키 - 나카무라 아오이
- 이시이 나오키 - 이마이 리카
- 이이다 요키 - 마츠다 사토시
- 나카무라 세이치 - 다구치 토모로
- 오토쿠이 유 , 요시미 카즈토요, 후지모토 키 쿠코, 모리카와 코우, 사츠키 하루코 , 코후쿠 미오, 모리 토모코

## 영화
《우드잡! 가무사리 숲의 느긋한 나날》(일본어: WOOD JOB! 神去なあなあ日常)이라는 제목으로 2014년 5월 10일 도호 배급으로 개봉. 캐치프레이즈는 〈소년이여, 대목을 품어라.〉 주연은 소메타니 쇼타. 감독은 야구치 시노부로 야구치에게는 최초로 원작이 있는 작품이다. 촬영은 미에현 산간 지대를 중심으로 올 로케이션 약 1개월 반에 걸쳐 진행되었다.
전국 310개 스크린에서 개봉되어 전국 영화 동원 랭킹에서 첫 등장 6위, 공개 첫 주 주말 2일간의 성적은 동원 8만 1,862명, 흥행 수익 1억 700만 2,400엔. 80%를 차지하는 20 ~ 50대 고객층 가운데 63:37의 비율로 남성이 많고 직장인이 많이 감상하고 있다. 영화 전문 사이트인 〈피아〉에 의한 5월 9일·10일 개봉 첫날 영화 만족도 조사에서 상위를 차지했다.

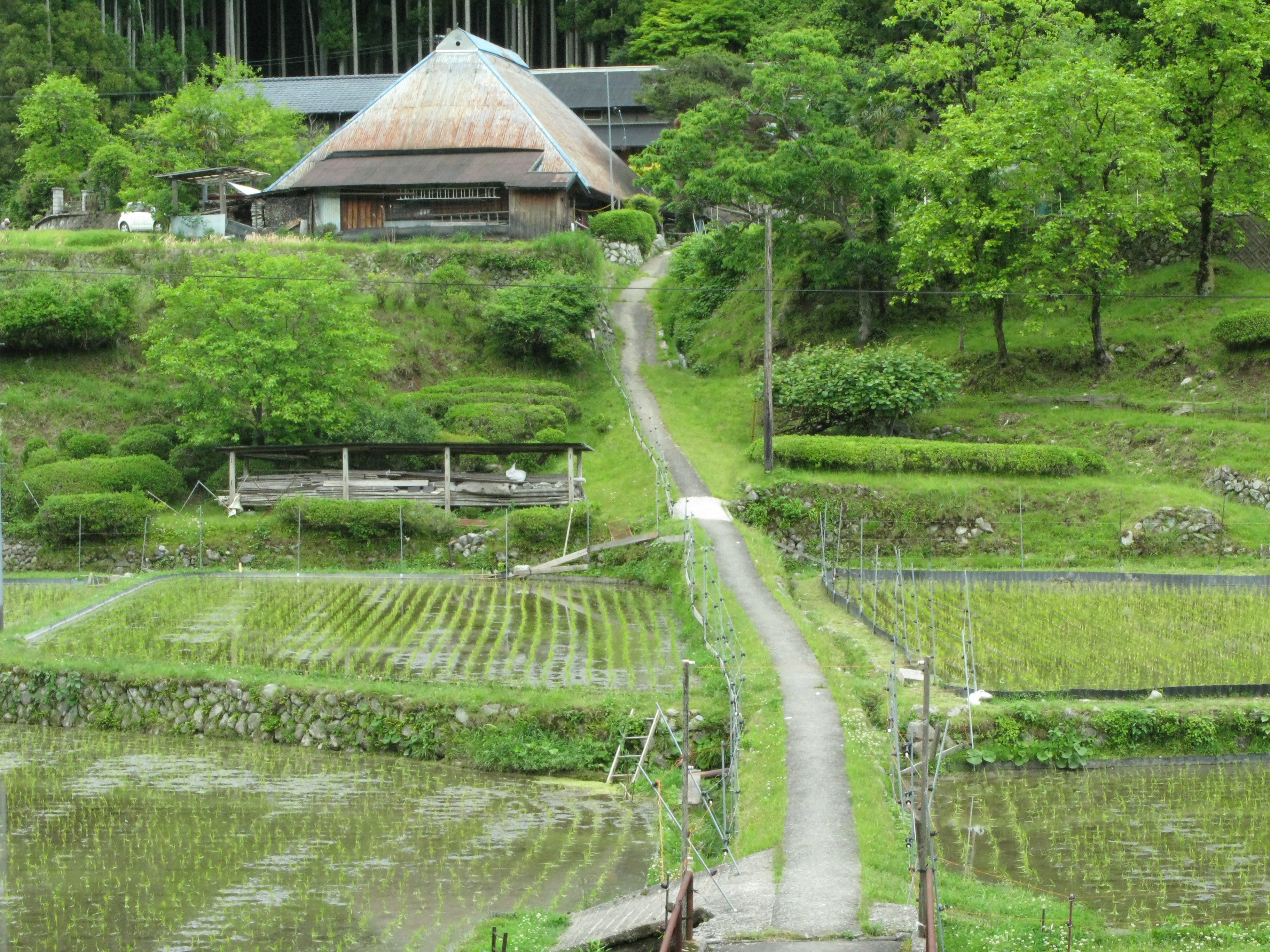
영화 "WOOD JOB! 가무사리 숲의 느긋한 나날"의 로케로 요키의 집으로 사용된 위치.

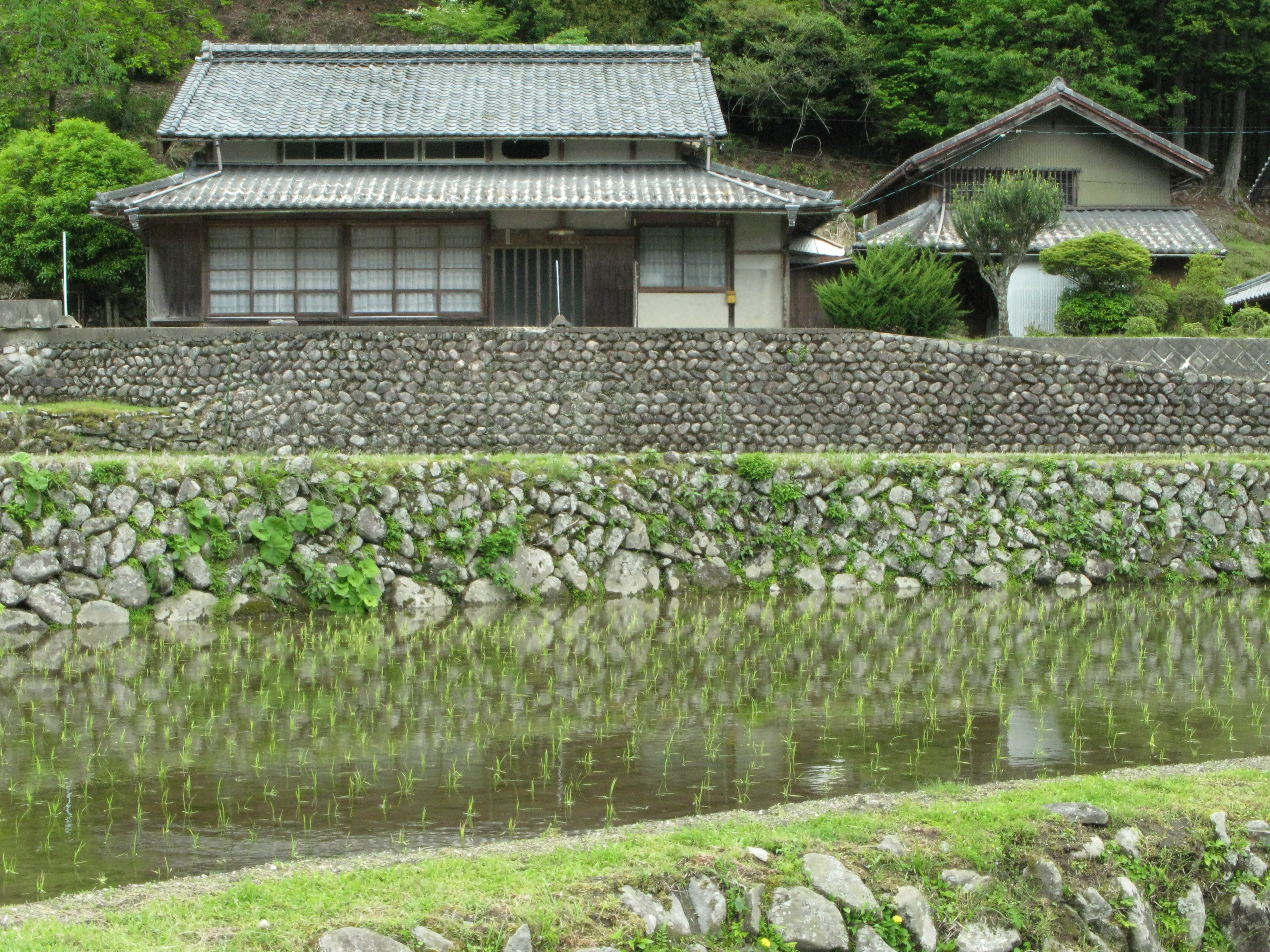
영화 "WOOD JOB! 가무사리 숲의 느긋한 나날"의 로케로 세이치의 집으로 사용된 위치.

### 출연
- 히리노 유키 - 소메타니 쇼타
- 이시이 나오키 - 나가사와 마사미
- 이이다 요키 - 이토 히데아키
- 이이다 미키 - 유카
- 나카무라 유코 - 니시다 나오미
- 다나베 이와요 - 마키타 스포츠
- 코야마 사부로 - 아리후쿠 마사시
- 임업 조합 전무 - 콘도 요시마사
- 나카무라 세이치 - 미츠이시 켄
- 야마네 토시로 - 에모토 아키라
- 훈도시 아나운서 (축제 장면에 엑스트라로 참가한 일본 각 국의 아나운서)
  - 안도 히로키 (TBS 텔레비전)
  - 다이키치 요헤이 (MBS 텔레비전)
  - 이시이 료지 (CBC 텔레비전)
  - 핫토리 요시오 (RKB 마이니치 방송)
  - 이시자키 테루아키 (HBC 홋카이도 방송)
  - 스가오 쇼헤이 (TBC 도호쿠 방송)
  - 코지마 켄타 (SBS 시즈오카 방송)
  - 이시바시 신 (RCC 중국 방송)

### 스태프
- 원작 - 미우라 시온 《가무사리 숲의 느긋한 나날》 (토쿠마 서점 간행)
- 감독·각본 - 야구치 시노부
- 음악 - 노무라 타카시
- 주제가 -  마이아 히라사와 〈Happiest Fool〉
- 촬영 - 아시자와 아키코
- 편집 - 미야지마 류지
- 총괄 프로듀서 - 하마나 카즈야 , 후지마키 나오야
- 프로듀서 - 히가시 노부히로, 호소야 마도카
- 제작스튜디오 - 장고 필름
- 제작 협력 - 영화 《WOOD JOB! 가무사리 숲의 느긋한 나날》 제작위원회 (TBS 텔레비전, 하쿠호도 DY 미디어 파트너스, 니카츠, 도호, 토쿠마 서점, 마이니치 방송, 주부 닛폰방송 , RKB 마이니치 방송, 아사히 신문, 홋카이도 방송 , 도호쿠 방송, 시즈오카 방송 , 중국 방송)
- 배급 - 도호

### 원작과의 차이점
- 히리노 유키가 임업 연수에 참여하게 된 것은 대학 수험에 실패한 직후에 우연히 만난 임업 연수생 모집의 안내서를 본 것이 계기이다.
- 팜플렛 표지의 미소를 짓는 젊은 여자(나오키)에 끌려 누군가의 강제적이 아닌 스스로 응모하고 있다.

### 수상 정보
- 제18회 부천 국제 판타스틱 영화제
  - NETPAC상 (최우수 아시아 영화상)

- 제38회 일본 아카데미상
  - 우수 남우조연상 (이토 히데아키)

- 제69회 마이니치 영화 콩쿠르
  - 남우조연상 (이토 히데아키)

- 제10회 오사카 시네마 페스티벌
  - 2014년도 베스트 텐 제9위 (일본 영화 부문)

- 베스트 훈도시프트 어워드 2014
  - 작품상
  - 영화상 (마키타 스포츠)

### 관련 서적
- 《WOOD JOB! 가무사리 숲의 느긋한 나날~ OFFICIAL GUIDEBOOK》 (토 쿠마 서점, 2014년 4월 30일 ISBN 978-4-19-720389-5)
- 오리지널 사운드 트랙 - (빅터 엔터테인먼트, 2014년 5월 7일 발매 /전 30곡 수록)